# Jean-François Larios
Jean-François Larios (Sidi-bel-Abbès, 27 augustus 1956) is een voormalig profvoetballer uit Frankrijk, die speelde als aanvallende middenvelder gedurende zijn carrière. Hij kwam zeventien keer uit voor het Franse elftal, en scoorde vijf keer voor Les Bleus in de periode 1978-1982. Larios werd in 1980 door het tijdschrift France Football uitgeroepen tot Frans voetballer van het jaar.

## Interlandcarrière
Larios nam met Frankrijk deel aan één WK-eindronde (1982), en eindigde daar met de nationale ploeg als vierde na een nederlaag in de troostfinale tegen Polen. Hij maakte zijn debuut op 7 oktober 1978 in de EK-kwalificatiewedstrijd in en tegen Luxemburg (1-3). Hij moest in dat duel na 64 minuten plaatsmaken voor Jean Petit.
| Interlanddoelpunten | Interlanddoelpunten | Interlanddoelpunten | Interlanddoelpunten        | Interlanddoelpunten | Interlanddoelpunten | Interlanddoelpunten | Interlanddoelpunten |
| #                   | Datum               | Locatie             | Wedstrijd                  | Goal(s)             | Score               | Uitslag             | Competitie          |
| ------------------- | ------------------- | ------------------- | -------------------------- | ------------------- | ------------------- | ------------------- | ------------------- |
| 1                   | 28/02/1979          | Parijs              | Frankrijk – Luxemburg      | 78'                 | 3 – 0               | 3 – 0               | EK-kwalificatie     |
| 2                   | 11/10/1980          | Limassol            | Cyprus – Frankrijk         | 40'                 | 0 – 4               | 0 – 7               | WK-kwalificatie     |
| 3                   | 11/10/1980          | Limassol            | Cyprus – Frankrijk         | 76'                 | 0 – 5               | 0 – 7               | WK-kwalificatie     |
| 4                   | 19/11/1980          | Hannover            | West-Duitsland – Frankrijk | 39'                 | 2 – 1               | 4 – 1               | Oefenduel           |
| 5                   | 24/03/1982          | Parijs              | Frankrijk – Noord-Ierland  | 57'                 | 3 – 0               | 4 – 0               | Oefenduel           |

## Erelijst
AS Saint-Étienne
- Frans landskampioen

1975, 1976 en 1981
- Frans voetballer van het jaar

1980